# بزرغ آب (مازو)
بزرغ آب (بالفارسية: بزرگ‌آب) هي قرية تقع في قسم مازو الريفي، بمقاطعة أنديمشك التابعة لمحافظة خوزستان، إيران. يقدر عدد سكانها بـ 46 نسمة حسب الإحصاء السكاني الذي تمّ في عام 2006.